# Robert Gałązkowski
Robert Maciej Gałązkowski (ur. 1976 w Zielonej Górze) – profesor doktor habilitowany nauk medycznych i nauk o zdrowiu, doktor honoris causa, specjalista w dziedzinie zdrowia publicznego, ekspert w dziedzinie ratownictwa medycznego, od 2008 do 2024 roku dyrektor Lotniczego Pogotowia Ratunkowego. Redaktor naczelny kwartalnika naukowego Emergency Medical Service. Ratownictwo Medyczne adresowanego do środowisk związanych z medycyną ratunkową i ratownictwem medycznym. Od 2024 r. koordynator Mobilnej grupy zabezpieczenia medycznego Lotniczego Pogotowia Ratunkowego.

## Życiorys
Absolwent Uniwersytetu Zielonogórskiego, Wydziału Nauk Pedagogicznych i Społecznych na kierunku pedagogika w zakresie rewalidacja osób chorych. Wcześniej ukończył Regionalne Centrum Kształcenia Medycznego w Zielonej Górze na kierunku ratownik medyczny. W 2005 uzyskał stopień doktora nauk medycznych na Wydziale Nauk o Zdrowiu Uniwersytetu Medycznego w Łodzi na podstawie napisanej pod kierunkiem profesora Wojciecha Gaszyńskiego rozprawy Miejsce Lotniczego Pogotowia Ratunkowego w systemie zintegrowanego ratownictwa medycznego - doświadczenia i perspektywy. 
W 2006 w Kolegium Zarządzania i Finansów w Szkole Głównej Handlowej w Warszawie ukończył podyplomowe studia w zakresie Zarządzania Organizacjami Ochrony Zdrowia. W 2014 ukończył podyplomowe studia Zarządzanie Podmiotami Leczniczymi Przekształcanymi w Spółki Prawa Handlowego. 7 czerwca 2016 Rada Wydziału Nauki o Zdrowiu Warszawskiego Uniwersytetu Medycznego podjęła Uchwałę o nadaniu Robertowi Gałązkowskiemu stopnia doktora habilitowanego w dziedzinie nauk o zdrowiu na podstawie dzieła Wdrożenie, strategia i wykorzystanie Lotniczego Pogotowia Ratunkowego w Polsce. 11 maja 2020 roku decyzją Prezydenta RP otrzymał tytuł profesora nauk medycznych i nauk o zdrowiu. Ukończył również studia podyplomowe w zakresie Master of Business Administration (MBA).
W całym okresie kariery zawodowej związany z ratownictwem medycznym i medycyną ratunkową. Pracował w zespole karetki reanimacyjnej, na oddziale intensywnej opieki medycznej, w lotniczym zespole ratownictwa medycznego (HEMS, ang. Helicopter Emergency Medical Service) i samolotowym zespole transportu sanitarnego. Był rzecznikiem prasowym Lotniczego Pogotowia Ratunkowego, a od stycznia 2001 do lutego 2007 szefem Ratownictwa Medycznego Lotniczego Pogotowia Ratunkowego. Od lutego 2007 do marca 2008 był zastępcą dyrektora Lotniczego Pogotowia Ratunkowego ds. Ratownictwa Medycznego. Był doradcą ministra spraw wewnętrznych i administracji ds. ratownictwa oraz ekspertem Rządowego Centrum Bezpieczeństwa. Od 21 lutego 2011 członek Rady Sanitarno–Epidemiologicznej przy Głównym Inspektorze Sanitarnym IX kadencji (do 20 lutego 2014). Od 19 maja 2011 Ekspert Transdyscyplinarnego Centrum Badania Problemów Bezpieczeństwa im. prof. Kazimierza Bogdańskiego przy Uniwersytecie Przyrodniczo–Humanistycznym w Siedlcach. 
W 2008 został dyrektorem Lotniczego Pogotowia Ratunkowego, z którym związał się z chwilą jego powstania w 2000. Pod jego kierownictwem został zrealizowany program wymiany floty śmigłowców ratunkowych ze śmigłowców Mi-2 Plus na śmigłowce Eurocopter EC 135. Doprowadził do przeniesienia w lipcu 2009 bazy Samolotowego Zespołu Transportu Sanitarnego ze Szczecina-Goleniowa na Lotnisko Okęcie w Warszawie. Był inicjatorem zacieśnienia współpracy Lotniczego Pogotowia Ratunkowego (LPR) z Górskim Ochotniczym Pogotowiem Ratunkowym (GOPR) w zakresie ratownictwa w górach. W efekcie tych działań doszło 17 września 2011 do podpisania porozumienia pomiędzy Lotniczym Pogotowiem Ratunkowym a Górskim Ochotniczym Pogotowiem Ratunkowym. Pozwoliło to na wspólne szkolenia ratowników GOPR i załóg LPR oraz racjonalne dysponowanie śmigłowcami w akcjach ratunkowych w górach. Współautor podpisanego w dniu 31 lipca 2008 porozumienia o współpracy pomiędzy Lotniczym Pogotowiem Ratunkowym a Państwową Strażą Pożarną, regulującego zasady współpracy obu instytucji oraz wspólne szkolenia, w tym zabezpieczanie przez ratowników PSP nocnych lądowań śmigłowców LPR.
29 lutego 2012 w Monachium podczas walnego zgromadzenia sygnatariuszy EHAC został wybrany na jednego z członków zarządu Europejskiego Stowarzyszenia Operatorów Śmigłowcowej Służby Ratownictwa Medycznego i Lotniczego Transportu Sanitarnego (EHAC). Był wówczas jedynym Polakiem zasiadającym w zarządzie EHAC. 29 kwietnia 2015 w Brnie podczas walnego zebrania członków EHAC został wybrany na kolejną kadencję do grona członków zarządu uzyskując 66 głosów na 68 możliwych. Jest członkiem Polskiego Towarzystwa Medycyny Ratunkowej, a także Stowarzyszenia na rzecz Leczenia Ciężkich Krwotoków. Od 2015 roku jest członkiem Mazowieckiej Rady Bezpieczeństwa Ruchu Drogowego.
Był asystentem w Zakładzie Medycyny Ratunkowej Warszawskiego Uniwersytetu Medycznego. Od 1 października 2018 roku jest Kierownikiem Zakładu Ratownictwa Medycznego Warszawskiego Uniwersytetu Medycznego, w tym samym roku został powołany na funkcję Prodziekana Wydziału Nauk o Zdrowiu WUM. Promuje akcje społeczne i szkolenia z zakresu udzielania pierwszej pomocy. Jest autorem tezy: Żaden idealnie działający system ratownictwa medycznego nie będzie skuteczny, jeśli naoczny świadek nagłego zdarzenia nie rozpocznie pierwszy udzielania pierwszej pomocy.
Był członkiem Rady Naukowej przy Ministrze Zdrowia od 27 sierpnia 2015 roku do 12 maja 2020 roku, czyli do dnia jej rozwiązania przez Ministra Zdrowia.
Był ekspertem w obszarze zabezpieczenia medycznego przy Rządowym Zespole do Spraw Przygotowania Wizyty Jego Świątobliwości Papieża Franciszka w Rzeczypospolitej Polskiej w 2016. Był zastępcą Przewodniczącego Zespołu Doradczego Wojewody Małopolskiego odpowiedzialnym za koordynację działań w sytuacjach nadzwyczajnych podczas Światowych Dni Młodzieży.
Podejmował aktywne działania w celu rozbudowy sieci baz Lotniczego Pogotowia Ratunkowego w Polsce. W 2016 doprowadził do powstania 4 nowych baz LPR.
W okresie od 29 października 2020 do 12 grudnia 2022 pełnił funkcję pełnomocnika Ministra Zdrowia ds. koordynacji systemu pozaustrojowego utlenowania krwi u pacjentów z ostrą niewydolnością oddechową w przebiegu choroby COVID-19. W 2021 koordynował loty polskiej misji medycznej w czasie akcji ewakuacyjnej w Afganistanie.
Jest członkiem Stowarzyszenia Lotników Polskich.
W styczniu 2024 roku złożył rezygnację z funkcji dyrektora Lotniczego Pogotowia Ratunkowego, która 12 lutego tego samego roku została przyjęta przez minister zdrowia Izabelę Leszczynę.

## Nagrody i odznaczenia
- 2005: Odznaka Honorowa za Zasługi dla Ratownictwa Górskiego przyznana przez Zarząd Główny GOPR[potrzebny przypis]
- 2006: Odznaka Błękitnego Krzyża WOPR[21]
- 2009: Nagroda im. błogosławionego Gerarda przyznawana przez ministra zdrowia w kategorii Zarządzanie ratownictwem[22]
- 2010: Srebrna Odznaka Zasłużony dla Ochrony Przeciwpożarowej[23].
- 2011: Nagroda Fundacji im. Hanki Bożyk w kategorii: Dla pracowników służby zdrowia i ratowników medycznych, którzy ratują życie ludzkie[24]
- 2011: Złoty Medal Ratować Życie i Zdrowie nadany przez Krajową Sekcję Pogotowia Ratunkowego i Ratownictwa Medycznego NSZZ Solidarność[potrzebny przypis]
- 2011: Nagroda Portret Polskiej Medycyny dla Lotniczego Pogotowia Ratunkowego w kategorii: Wydarzenie Rynku Zdrowia 2011[25]
- 2011: Medal Brązowy za Długoletnią Służbę przyznawany przez Prezydenta Rzeczypospolitej Polskiej[26]
- 2013: Odznaka Członka Honorowego Legionowskiego Wodnego Ochotniczego Pogotowia Ratunkowego
- 2013: Honorowa Odznaka Złotej Kotwicy „Zasłużony dla Ratownictwa Wodnego” nadana przez Komandora Mazurskiej Służby Ratowniczej
- 2014: Honorowy Członek Polskiego Towarzystwa Pielęgniarstwa Ratunkowego[27]
- 2014: Ukraiński Medal za Zasługi dla Regionu Podkarpacia[potrzebny przypis]
- 2015: Medal Prezydenta Miasta Inowrocławia za wkład i zaangażowanie w organizację kolejnych edycji Ogólnopolskiego Forum Ratownictwa[potrzebny przypis]
- 2015: Diamentowa Odznaka „Skrzydła Lotnika” przyznana przez Stowarzyszenie Lotników Polskich
- 2015: Medal Wdzięczności "Szlachetne Serce" przyznane przez Stowarzyszenie Transplantacji Serca[28]
- 2015: Honorowa Odznaka GROM
- 2015: Złoty Krzyż Zasługi za działalność na rzecz ochrony zdrowia[29]
- 2015: Medal Pamiątkowy „Pro Masovia” za wybitne zasługi oraz całokształt działalności na rzecz województwa mazowieckiego przyznany przez Marszałka Województwa Mazowieckiego
- 2015: Wyróżnienie Pro Omnium Bono za osobisty wkład w rozwój ratownictwa medycznego w kraju i zaangażowanie w działania służące dobru ratowników medycznych przyznane przez Polską Radę Ratowników Medycznych
- 2017: II Nagroda Zespołowa Prezesa Rady Ministrów za osiągnięcie naukowo-techniczne
- 2018: Wyróżnienie Benemerenti przyznane przez Ordynariat Polowy Wojska Polskiego[30]
- 2018: Odznaka Honorowa "Za Zasługi dla Województwa Opolskiego" przyznana przez Marszałka Województwa Opolskiego
- 2020: Statuetka Fundacji Śląskiego Centrum Chorób Serca w Zabrzu za pomoc w ratowaniu chorych oraz wsparcie ośrodków transplantacyjnych
- 2020: Odznaka pamiątkowa Służby Ochrony Państwa
- 2020: Odznaka honorowa Ministra Zdrowia za zasługi dla ochrony zdrowia
- 2021: Diamenty OPZZ, Laureat w kategorii Najlepszy pracodawca, u którego działa organizacja członkowska OPZZ[31]
- 2021: Odznaka Honorowa „Bene Merito” przyznawana przez Ministra Spraw Zagranicznych[18]
- 2022: Pamiątkowy medal za zasługi dla Narodowego Uniwersytetu Medycznego w Iwano-Frankowsku[32]
- 2023: Krzyż Kawalerski Orderu Odrodzenia Polski[33][34]
- 2023: Tytuł doktora honoris causa Narodowego Uniwersytetu Medycznego im. O. Bohomolca w Kijowie[35]
- 2024: Autorytet Polityki Zdrowotnej w kategorii Mentor[36]
- 2024: Medal Stulecia Powołania Formacji Ochronnej - osobom zasłużonym dla formacji, Służba Ochrony Państwa
- 2024: Order Św. Pantalejmona (The Order of Saint Panteleimon) za szczególne zasługi na rzecz obywateli Ukrainy w ich walce o wolność i niepodległość.[37]

## Publikacje książkowe
- 2005: Polskie lotnictwo sanitarne 1955-2005, współautor Paweł Kłosiński, Wydawnictwo Borgis, ISBN 83-85284-58-3
- 2007: Ratownictwo Medyczne w Polsce Komentarz do ustawy z dnia 8 września 2006 r. o Państwowym Ratownictwie Medycznym, Wydawnictwo Centrum Szkolenia Policji w Legionowie, ISBN 978-83-89999-44-3
- 2008: Zasadnicze normy prawne i administracyjne ochrony granic i kontroli ruchu granicznego, współautorzy: Antoni Osierda i Tadeusz Wojtuszek, Wydawnictwo WSA, ISBN 83-60430-66-7
- 2011: Lotnicze Pogotowie Ratunkowe, Wydawnictwo: Medi Press, ISBN 978-83-921334-8-3[38]
- 2013: Poznawcze i utylitarne aspekty wsparcia psychologicznego w ratownictwie medycznym, Wydawnictwo Fundacji PRO POMERANIA, ISBN 978-83-63680-27-5
- 2014: Psychologiczne aspekty stresu zawodowego pracowników systemu Państwowego Ratownictwa Medycznego, ISBN 978-83-932504-3-1
- 2015: Psychospołeczne czynniki warunkujące sprawność i dobrostan ratowników medycznych, ISBN 978-83-943656-0-8
- 2016: Działania medyczne i procedury psychologiczne w ratownictwie medycznym, ISBN 978-83-943656-1-5
- 2021: Medycyna Przedszpitalna w Lotniczym Pogotowiu Ratunkowym, ISBN 978-83-200-6246-5
- 2024: Medycyna przedszpitalna w przypadkach klinicznych. LPR i TOPR, EAN 9788301234638
- 2024: Techniki pracy w ratownictwie medycznym, ISBN 9788368090222
- 2024: Medycyna przedszpitalna w przypadkach klinicznych. LPR i TOPR, ISBN 9788301234638